# Монжуар
Монжуа́р (фр. Montjoire, окс. Montjòire) — коммуна во Франции, находится в регионе Юг — Пиренеи. Департамент — Верхняя Гаронна. Входит в состав кантона Монтастрюк-ла-Консейер. Округ коммуны — Тулуза.
Код INSEE коммуны — 31383.

## География

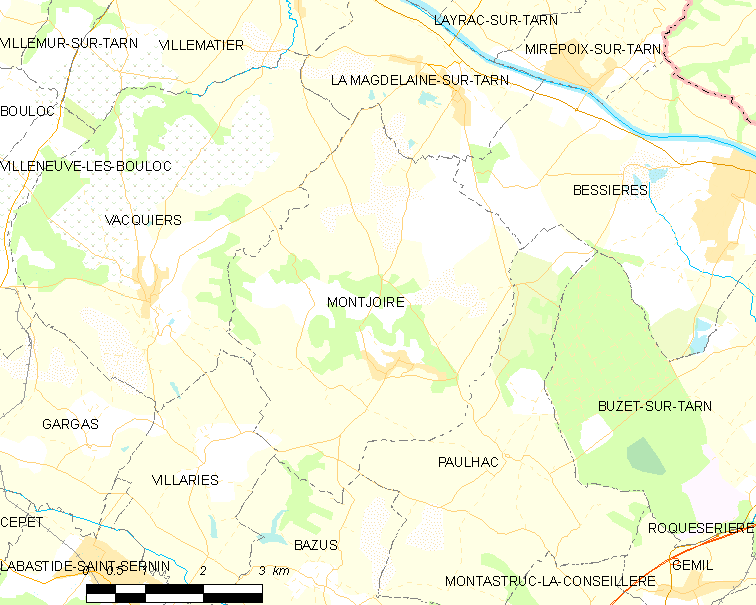
Карта коммуны

Коммуна расположена приблизительно в 570 км к югу от Парижа, в 20 км к северу от Тулузы.

## Климат
Климат умеренно-океанический. Зима мягкая и снежная, весна характеризуется сильными дождями и грозами, лето сухое и жаркое, осень солнечная. Преобладают сильные юго-восточные и северо-западные ветры.

## Население
Население коммуны на 2010 год составляло 1201 человек.
| 1962 | 1968 | 1975 | 1982 | 1990 | 1999 | 2010 |
| ---- | ---- | ---- | ---- | ---- | ---- | ---- |
| 522  | 530  | 633  | 843  | 918  | 1021 | 1201 |

## Экономика
В 2010 году среди 728 человек трудоспособного возраста (15—64 лет) 565 были экономически активными, 163 — неактивными (показатель активности — 77,6 %, в 1999 году было 72,3 %). Из 565 активных жителей работали 529 человек (284 мужчины и 245 женщин), безработных было 36 (17 мужчин и 19 женщин). Среди 163 неактивных 52 человека были учениками или студентами, 60 — пенсионерами, 51 были неактивными по другим причинам.

## Достопримечательности
- Церковь Св. Сатурнина